# Бриджтон (Нью-Джерсі)
Бриджтон (англ. Bridgeton) — місто (англ. city) в США, в окрузі Камберленд штату Нью-Джерсі. Населення — 27 263 особи (2020).

## Географія
Бриджтон розташований за координатами 39°25′39″ пн. ш. 75°13′41″ зх. д. / 39.42750° пн. ш. 75.22806° зх. д. (39.427518, -75.227954).  За даними Бюро перепису населення США в 2010 році місто мало площу 16,66 км², з яких 16,00 км² — суходіл та 0,65 км² — водойми.

## Демографія
Згідно з переписом 2010 року, у місті мешкало 25 349 осіб у 6265 домогосподарствах у складі 4306 родин. Було 6782 помешкання
Расовий склад населення:
| - 35,5 % — чорних або афроамериканців - 32,6 % — білих - 1,4 % — корінних американців - 0,6 % — азіатів - 25,7 % — осіб інших рас |

До двох чи більше рас належало 4,1 %. Частка іспаномовних становила 43,6 % від усіх жителів.
За віковим діапазоном населення розподілялося таким чином: 27,9 % — особи молодші 18 років, 65,0 % — особи у віці 18—64 років, 7,1 % — особи у віці 65 років та старші. Медіана віку мешканця становила 29,7 року. На 100 осіб жіночої статі у місті припадало 135,3 чоловіків;  на 100 жінок у віці від 18 років та старших — 151,6 чоловіків також старших 18 років.
Середній дохід на одне домашнє господарство  становив 48 982 долари США (медіана — 36 208), а середній дохід на одну сім'ю — 49 634 долари (медіана — 39 226). Медіана доходів становила 30 278 доларів для чоловіків та 31 118 доларів для жінок. За межею бідності перебувало 32,0 % осіб, у тому числі 44,7 % дітей у віці до 18 років та 22,1 % осіб у віці 65 років та старших.
Цивільне працевлаштоване населення становило 8589 осіб. Основні галузі зайнятості: освіта, охорона здоров'я та соціальна допомога — 18,6 %, виробництво — 16,3 %, роздрібна торгівля — 11,2 %, сільське господарство, лісництво, риболовля — 10,9 %.